# 1948年ロンドンオリンピックのイラン選手団
1948年ロンドンオリンピックのイラン選手団（1948ねんロンドンオリンピックのイランせんしゅだん）は、1948年7月29日から8月14日にかけてイギリスの首都ロンドンで開催された1948年ロンドンオリンピックのイラン選手団、およびその競技結果。

## 概要
今大会は銅メダル1個を獲得した。
ウエイトリフティング男子60kg級でジャフャル・サルマスィーが銅メダルを獲得し、イランにオリンピック初めてのメダルをもたらした。

## メダル
| メダル | 選手名                   | 競技                 | 種目       |
| ------ | ------------------------ | -------------------- | ---------- |
| 銅     | ジャフャル・サルマスィー | ウエイトリフティング | 男子60kg級 |